# Manolo Valiente
Manolo Pérez Valiente (Sevilla, 30 de noviembre de 1908 - Banyuls-sur-Mer 30 de junio de 1991) fue un pintor y escultor español.

## Biografía
Manolo Valiente fue un artista español implicado en la lucha contra el franquismo. Su memoria y obra están ligadas a la Segunda República española.
Durante La retirada, con 30 años, cruzó los Pirineos el 10 de febrero de 1939, como los miles de refugiados y exiliados de la Guerra de España.
Desde 1939 hasta finales de 1942, estuvo internado en el campo de Barcarès, en el campo de Argelès-sur-Mer y en el de Bram,
En 1947 participó en la primera exposición de artistas exiliados, Arte español en el exilio, en Toulouse, organizada por la CNT y la Solidaridad Antifascista Internacional, entre ellos Pablo Picasso, Juan Gris, Francisco Bores, Honorio Condoy, Óscar Domíguez y Antoni Clavé.

## Obra de arte

### Escribiendo
En 1949 publicó Arena y viento, una colección de poemas inspirados en la tragedia de los campos, en 1949, bajo el seudónimo de Juan de Pena.

### Escultura
El art brut que se hacía en los campos de concentración inspira su obra.
Utiliza cemento con formas geométricas en sus esculturas.
Una de sus obras más conocidas es el monumento en homenaje a los Guerrilleros (1982), situado en Prayols en Ariège, inaugurado por el presidente francés François Mitterrand y el jefe del gobierno español Felipe González.

### Pintura
En 2010 se presentó una retrospectiva de su obra en el Museo Memorial del Exilio (MUME) de La Jonquera.

### Artes decorativas
Manolo Valiente es un artista que también conocido por la creación de tapices.

## Posteridad
Una calle de Banyuls-sur-Mer leva su nombre l.  En esa misma localidad donde se encuentran la tumba familiar y diversas obras del artista